# Fritz Rotter

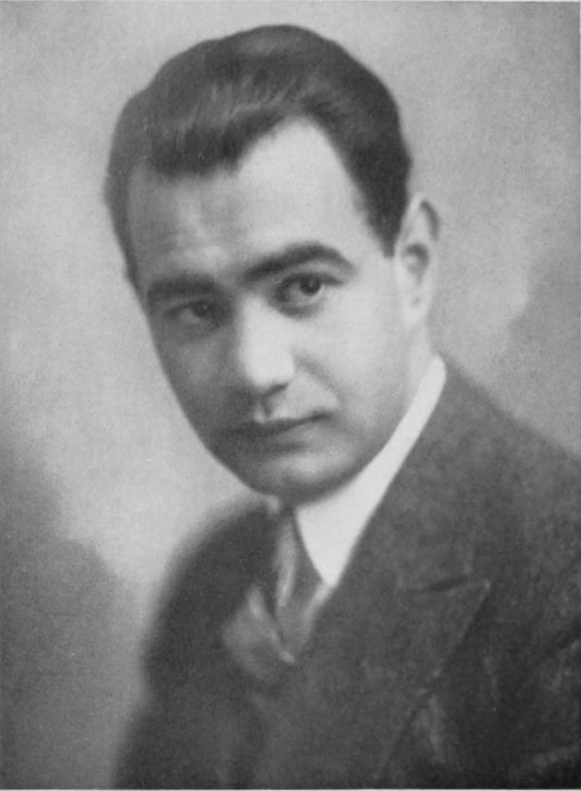
Fritz Rotter vor 1932. Porträt im Universal Filmlexikon. Foto: Becker und Maass

Fritz Rotter (* 3. März 1900 in Wien, Österreich-Ungarn; † 11. April 1984 in Ascona) war ein österreichischer Autor und Komponist.

## Leben und Werk
Bereits im Alter von 17 Jahren verfasste Fritz Rotter für etliche Kabaretts, darunter auch das „Simplicissimus“ (das Simpl) in Wien, Texte und Chansons. In den 1920er Jahren zog es ihn, wie so viele Künstler, nach Berlin. Hier arbeitete er zusammen mit Robert Stolz und Ralph Benatzky und Rudolf Friml. Er schrieb Schlagertexte und komponierte Filmmusiken und Filmlieder, die unter anderem von Richard Tauber gesungen wurden. Zu den Schlagern, die von ihm stammen, gehören Wenn der weiße Flieder wieder blüht; Veronika, der Lenz ist da; Ich küsse ihre Hand, Madame; Ich hab’ mich so an dich gewöhnt; Immer wenn ich glücklich bin muß ich weinen; Ich hab mir für Grinzing einen Dienstmann engagiert; Du paßt so gut zu mir wie Zucker zum Kaffee. Rotter schuf insbesondere viele der für den deutschen Schlager der zwanziger Jahre charakteristisch gewordenen Nonsens-Texte: Was macht der Maier am Himalaya?; Heut war ich bei der Frieda (das tu ich morgen wieder); Heut ist die Käthe etepetete oder Wieso ist der Walter so klug für sein Alter.
1933 musste Fritz Rotter ob seiner jüdischen Herkunft die deutsche Hauptstadt verlassen. Zuerst ging er in seine Heimat Österreich. Doch als auch dort der Nationalsozialismus die Oberhand gewann, emigrierte er 1936 nach England und ein Jahr später in die USA. Hier schrieb er Drehbücher zu zahlreichen Filmen. Dabei arbeitete er auch mit Franz Werfel, Fritz Kortner und Fritz Lang zusammen.
Nach dem Krieg kehrte er nach Europa zurück und verfasste weiterhin Drehbücher und Schlagertexte. Insgesamt schrieb er in seinem Leben ca. 1200 Texte für die „leichte Muse“. Sein 1966 geschriebener Schlagertext Wir, der mit den Worten beginnt: „Wer will nicht mit Gammlern verwechselt werden? Wir!“ löste Diskussionen in der Zeit und im Spiegel aus und beschied Freddy Quinn einen Knick in seiner Karriere.
Rotter starb, nachdem er sich Jahre zuvor in die Schweiz zurückgezogen hatte, mit 84 Jahren in Ascona.

## Mitwirkung an Filmen (Auswahl)
Filme, an denen Fritz Rotter als Drehbuchautor und Komponist mitarbeitete:
- 1929: Großstadtschmetterling - Ballade einer Liebe – Musik
- 1929: Wenn der weiße Flieder wieder blüht – Musik
- 1929: Melodie des Herzens – Liedtext
- 1930: Alraune – Liedtexte
- 1930: Phantome des Glücks – Liedtexte
- 1930: Liebe im Ring – Drehbuch, Liedtexte
- 1930: Hai-Tang. Der Weg zur Schande – Liedtexte
- 1930: Die Lindenwirtin – Drehbuch
- 1931: Grock – Liedtexte
- 1931: Wer nimmt die Liebe ernst? – Liedtexte
- 1931: … und das ist die Hauptsache!? – Liedtexte
- 1932: Strich durch die Rechnung – Drehbuch
- 1932: Ein toller Einfall – Liedtexte
- 1932: Das schöne Abenteuer – Liedtexte
- 1932: Eine von uns – Liedtexte
- 1932: Liebe, Scherz und Ernst – Musik
- 1933: Madame wünscht keine Kinder – Drehbuch (Mitwirkung)
- 1933: Kind, ich freu’ mich auf Dein Kommen – Liedtexte
- 1935: Katharina die Letzte – Liedtexte
- 1937: Hochzeitsreise für 50 % – Liedtexte, Musik
- 1945: Stimme aus dem Jenseits (Strange Illusion) – Drehbuch
- 1952: Nachts auf den Straßen – Drehbuch, Liedtext
- 1952: Illusion in Moll – Drehbuch, Liedtexte
- 1953: Ich und meine Frau – Vorlage (Novelle) – Musik
- 1961: Der Lügner – Musik
- 1961: Die Schatten werden länger – Musik

## Auszeichnungen
- 1953 bekam er das Filmband in Gold für Nachts auf den Straßen zusammen mit Helmut Käutner für das beste Drehbuch.[2]